# 红柳娃
红柳娃，又称新疆红柳娃、红柳孩，是中国新疆的一种类人神秘生物，自清朝至现代都有目击记录。

## 古代记载
- 《阅微草堂笔记》卷三《滦阳消夏录》（三）记载：

乌鲁木齐深山中牧马者，恒见小人高尺许，男女老幼一一皆备，遇红柳吐花时，辄折柳盘为小圈，著顶上。作队跃舞，音呦呦如度曲。或至行帐窃食，为人所掩， 则跪而泣。系之，则不食而死；纵之，初不敢遽行，行数尺辄回顾。或追叱之，仍跪泣。去人稍远，度不能追，始蓦涧越山去。然其巢穴栖止处终不可得。此物非木 魅亦非山兽，盖僬侥之属。不知其名，以形似小儿，而喜戴红柳，因呼曰红柳娃。邱县丞天锦，因巡视牧厂，曾得其一，腊以归。细视其须眉毛发，与人无二，知山海经所谓靖人，凿然有之。有极小必有极大，列子所谓龙伯之国，亦凿然有之。
现代汉语译文：
在乌鲁木齐深山中，牧马人经常见到一种小人，仅一尺余高，男女老幼均有。遇到红柳开花时，他们就将柳条盘成小圈，戴在头上，列队跳跃舞蹈，发出“呦呦”的声音，就像按着曲谱歌唱，有时到军帐里偷吃的，被人抓住，就跪下哭泣。捆住它，则不进食而死。放了它，起初不敢立刻就走，走了不远即回头看，如追上去喝叱它，仍旧跪下哭泣。离人稍远，觉无法追上，才度涧越山而去。但其巢穴所在，始终不得而知。这东西不是树木成精，也不是山中怪兽，可又不知道它们的名称，因为形状像小儿而喜戴红柳，故称其红柳娃。县官丘天锦因巡视牧场，曾经得到一个，后竟将它腌制成标本带回。细看它的须眉毛发，同人很相像。继而纪晓岚认为，山海经中记载的小人和巨人也应该是真实存在的。
- 《皇舆西域图志》（简称《西域图志》）卷四十七《杂录（一）》中记载：

乌鲁木齐附近深山中，每当红柳发生时，有名红柳孩者，长仅一二尺许，结柳叶为冠，赤身跳踯山谷间，捉获之，则不食以死，盖亦猩猿之属，特不常见耳。
现代汉语译文：
乌鲁木齐附近深山中，每当红柳开花时，就有长只有一二尺（0.3至0.6米）被称为红柳孩的生物，结柳叶为冠，赤身在山谷间跳跃，把它抓住，不喂它东西来把它饿死，原来是猩猩猿猴一类的动物，特别不常见。

## 现代目击
自20世纪40年代至20世纪80年代，均有目击者。

## 脚注
1. ↑  . blog.sina.com.cn.   [2020-06-06]. （原始内容存档于2019-08-22）.